# Відносно компактна множина
У математиці відносно компактною підмножиною {\displaystyle Y} топологічного простору {\displaystyle X} називається підмножина, замикання якої є компактною множиною. Множина {\displaystyle Y} із індукованою топологією також називається відносно компактним підпростором простору {\displaystyle X}. Іноді також використовується термін предкомпактна множина чи простір але ці терміни використовуються і в інших значеннях.

## Приклади і властивості
- Оскільки замкнуті підмножини компактного простору є компактними, кожна підмножина компактного простору є відносно компактною.
- У випадку метричної топології або, загалом, коли послідовності можуть бути використані для перевірки на компактність, критерієм відносної компактності є те, що будь-яка послідовність у {\displaystyle Y} має підпослідовність збіжну в {\displaystyle X}.
- Повний метричний простір є відносно компактним тоді і тільки тоді, коли він є цілком обмеженим.
- Підмножина у скінченновимірному евклідовому просторі {\displaystyle \mathbb {R} } просторі є відносно компактною тоді і тільки тоді, коли вона є обмеженою.
- У гаусдорфому просторі {\displaystyle X} підмножина {\displaystyle Y} є відносно компактною тоді і тільки тоді, коли вона міститься у деякій компактній підмножині простору.

В одну сторону доведення очевидне. Нехай тепер X — гаусдорфів простір і {\displaystyle K} компактна множина у {\displaystyle X} для якої {\displaystyle Y\subset K}. Оскільки в гаусдорфових просторах кожна компактна множина є замкнутою то {\displaystyle K} є замкнутою підмножиною {\displaystyle X}. Оскільки {\displaystyle K} є замкнутою множиною, що містить {\displaystyle Y}, то {\displaystyle {\bar {Y}}\subset K}. Оскільки кожна замкнута підмножина компактної множини є компактною, то {\displaystyle {\bar {Y}}} є компактною.
- Окіл особливої точки нескінченного простору з точковмісною топологією може бути компактним, але не є відносно компактним, оскільки його замикання є рівним цілому простору, що не є компактним.
- Теорема Асколі — Арцела. Для того, щоб сім'я {\displaystyle {\mathcal {F}}}  неперервних функцій визначених на відрізку {\displaystyle [a,b]} була відносно компактною в {\displaystyle C[a,b]} необхідно і достатньо, щоб ця сім'я була  рівномірно обмеженою та  рівностепенево неперервною
- У комплексному аналізі велике значення має поняття нормальної сім'ї функцій, яка є  відносно компактною множиною функцій щодо компактно-відкритої топології.